# Ilhuicatl-Omeyocan

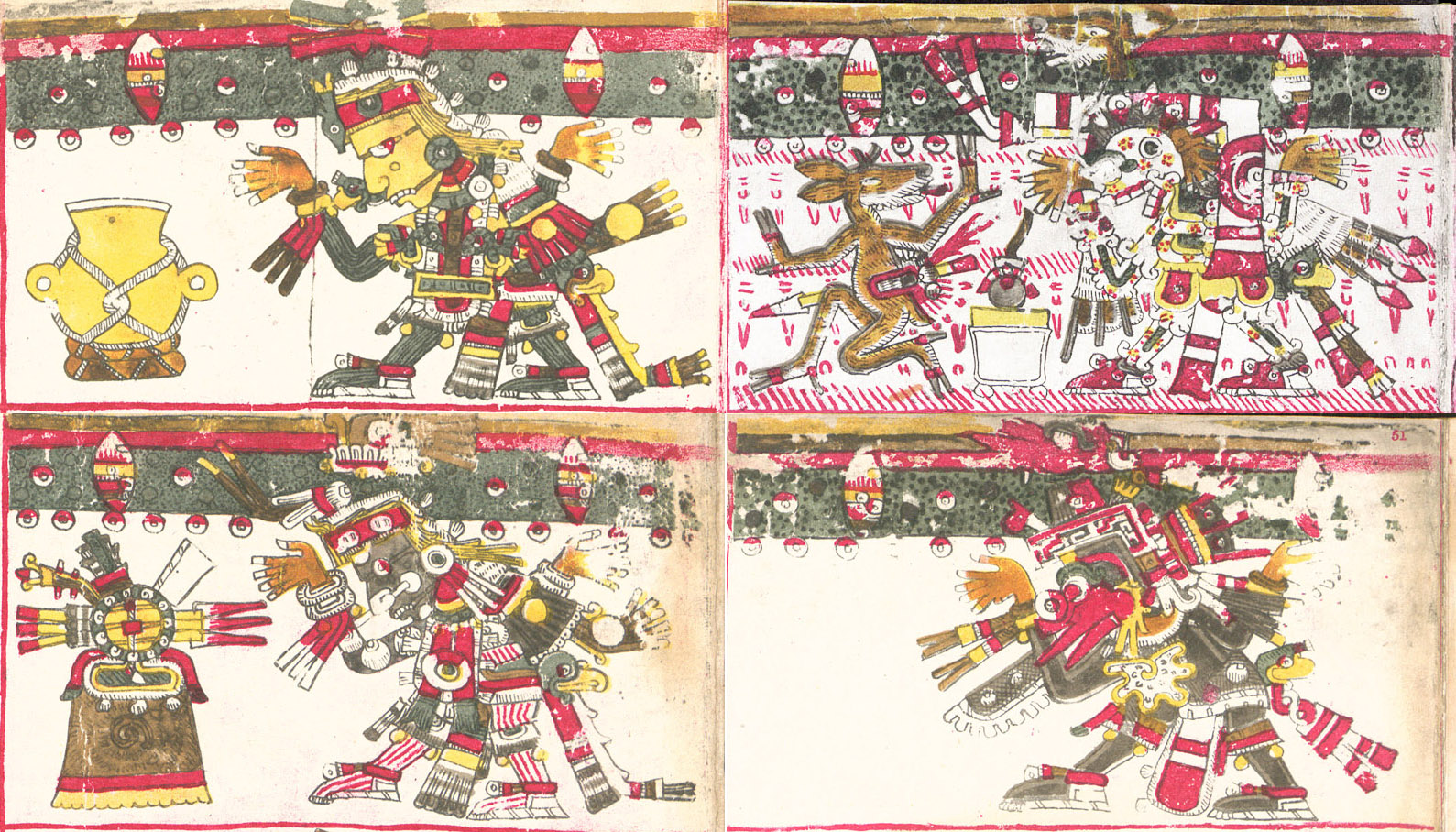
Les quatre points cardinaux ou royaumes de l'univers horizontal décrits dans le Codex Borgia selon la Cosmogonie aztèque.

Ilhuicatl-Omeyocan est le plus élevé des treize cieux de la mythologie aztèque, la demeure d'Ometeotl, entité suprême unique qui se révèle dans la dualité des divinités Ometecuhtli, d'essence masculine et Omecihuatl, d'essence féminine, qui en sont des aspects.

## Étymologie
Ilhuicatl-Omeyocan et un nom nahuatl composé dont le premier mot ilhuicatl signifie « le ciel » et dont le second est lui-même composé. Omeyotl, signifiant « dualité » est formé à partir de ome « deux » et du suffixe yo servant à former les mots abstraits et can signifie « lieu », d'où omeyocan « lieu de la dualité ».

## Description
C'est le ciel où réside le couple créateur composé par Ometecuhtli et Omecíhuatl, la double pupille rayonnante, entité créatrice de toute chose. L'Univers est duel, il est au-dessus et au-dessous, comme il y a la lumière il y a les ténèbres, comme il y a la vie il y a la mort. Son essence est double, à la fois féminine et masculine.
Dans le Codex de Florence, le moine franciscain Bernardino de Sahagún raconte que les sages-femmes aztèques disaient aux nouveau-nés après les avoir lavés: « tu a été créé dans le lieu de la dualité, au-dessus des neuf cieux: ta mère et ton père, Ometecuhtli et Omecíhuatl, t'ont créé en cet endroit.